# Eremophila willsii
Eremophila willsii är en flenörtsväxtart som beskrevs av Ferdinand von Mueller. Eremophila willsii ingår i släktet Eremophila och familjen flenörtsväxter. Inga underarter finns listade i Catalogue of Life.